# Primula allionii
La primula di Allioni (Primula allionii Loisel., 1809) è una pianta erbacea appartenente alla famiglia delle Primulaceae, endemica delle Alpi Marittime.
L'epiteto specifico allionii è stato attribuito in onore del botanico piemontese Carlo Allioni (1728–1804).

## Galleria d'immagini

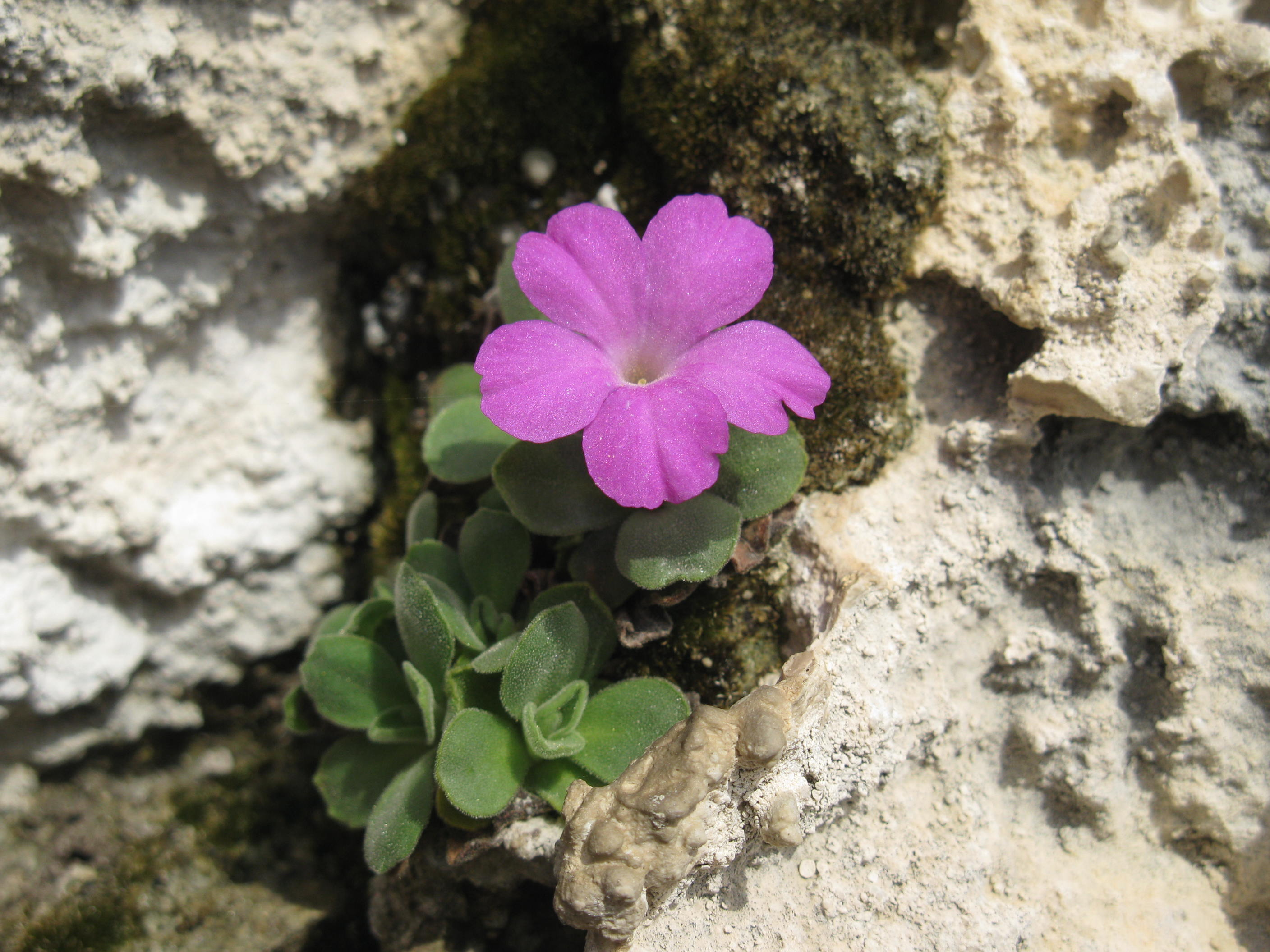
Esemplare in natura
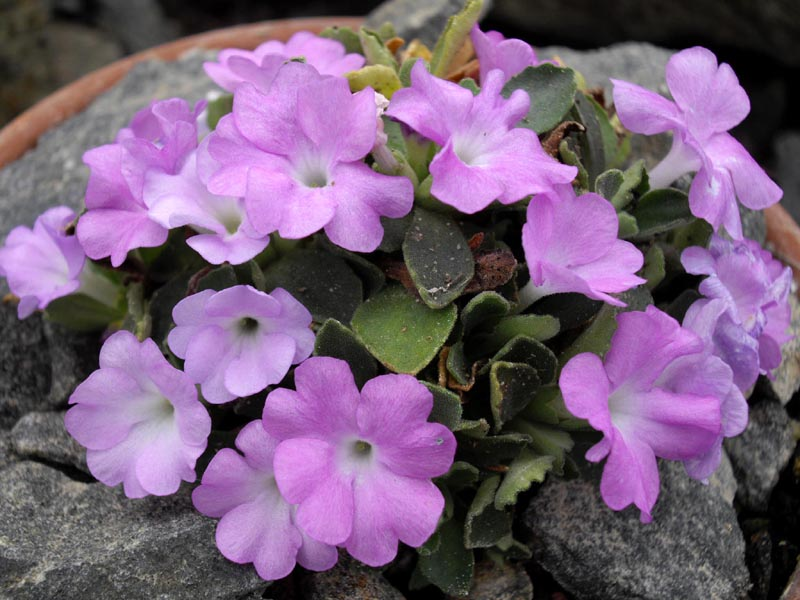
Esemplare in coltivazione